# Kârale Andreassen
Kârale Andreassen (też Kaarale, Karâle, Karalé  lub Karale; ur. 15 maja 1890 w Tasiilaq na Grenlandii, zm. 26 lutego 1934 w Kopenhadze) – grenlandzki nauczyciel, malarz, rysownik oraz katecheta w Kuummiut na Grenlandii. Artysta współczesnego romantyzmu nordyckiego, znany z rysunków i ilustracji m.in. tradycyjnych figurek tupilaków czy natury. Jego dzieła poświęcone są kulturze Eskimosów oraz światu grenlandzkich sag i legend.

## Życiorys
Syn jednego z duchowych przywódców Eskimosów Mitsivarniángi i jego żony Pisêrajik (Śnieżnego Wróbla). Pochodził z rodu Innuitów oraz szamanów a dorastał pod silnym wpływem grenlandzkich legend i tradycji. Ochrzczony imieniem Karâle w trakcie chrystianizacji jako jeden z pierwszych ośmiu wschodnich Grenlandczyków w połowie kwietnia 1899 roku przez pastora F.C.P. Rüttela, 5 lat po założeniu osady Tasiilaq w 1884 roku. Po chrzcie swojego ojca Andreasa nadano mu imię Karâle Andreassen.
W 1905 roku Kârale Andreassen poznał etnografa Williama Thalbitzera i jego żonę, rzeźbiarkę Ellen Locher Thalbitzer, którym to pomógł wraz ze swoim przyjacielem Peterem Rosingiem przy zbieraniu grenlandzkich legend, oraz dla których wykonał kilka rysunków ołówkiem. Andreassen aplikował do Akademii Sztuk Pięknych w Kopenhadze, po jakimś czasie udał się jednak do Nuuk (1910 r.) by studiować w seminarium, gdzie miał okazję by zetknąć się z wieloma różnymi stylami artystycznymi. Po powrocie w 1914 roku został pierwszym katechetą na wschodnim wybrzeżu i przez rok pracował jako misjonarz w kolonii. W 1915 roku założył stację misyjną Kuummiut, w której także pracował jako katecheta cieszący się dużym uznaniem. Duży wpływ na umiejętności i styl rysowania Kârale’a wywarł inny katecheta, Grenlandczyk Henrik Lund, który go nauczał.
Podczas długiej podróży powrotnej z Nuuk do Tasiilaq mieszkał przez pewien czas z rodzicami Knuda Rasmussena w Lynge w Północnej Zelandii. Po powrocie poślubił w Tasiilaq Johanne, oraz doprowadził do rozwoju grenlandzko-duńskiej kultury lokalnej poprzez pracę jako nauczyciel.
W 1919 roku, podczas gdy Knud Rasmussen odwiedził Tasiilaq, Kârale Andreassen relacjonował mu stare, lokalne legendy, z którymi był bardzo dobrze zaznajomiony dzięki zajęciom swojego ojca oraz pełnił funkcję ilustratora relacji Knuda. Powstałe wtedy wymowne oraz bardzo precyzyjne rysunki przedstawiają świat legend, lokalna przyrodę oraz portrety i uznawane są za najlepsze dzieła Kârale’a Andreassena potwierdzające jego klasę artysty światowego.
Andreassen był także istotnym łącznikiem Knuda Rasmussena z miejscową ludnością  i pierwotną kulturą w związku z kręceniem filmu fabularnego Palos brudefærd, gdzie to odpowiadał za realizację dźwiękową, a powstanie całego filmu przypisywane jest w dużej mierze właśnie jemu jako konsultantowi technicznemu.

## Malarstwo
Andreassen poświęcił swoje prace przede wszystkim Innuitom i ich kulturze, a zauważalny jest często w nich także związek z szamanizmem. Wiele z jego twórczości można przypisać naiwnemu realizmowi, dostrzegalne są także elementy mistycyzmu, które nadają dziełom wyraźnie surrealistycznego charakteru.
Jego wczesne prace to małoformatowe rysunki, które charakteryzują się prostym, ale wyrazistym stylem i dużą szczegółowością. Przypuszczalnie już w 1906 roku zaprojektował pierwsze realistyczne portrety swoich krewnych, które doskonalił następnie przez kolejnych dziesięć lat. W późniejszych rysunkach Kârale tworzył mityczny świat, łącząc to co naturalistyczne z elementami fantastycznymi. Od 1922 roku, zainspirowany swoim przyjacielem z dzieciństwa, księdzem i malarzem Peterem Rosingiem, coraz częściej malował obrazy olejne i akwarele. Pod koniec lat dwudziestych, oprócz rysunków ołówkiem, coraz częściej tworzył swoją sztukę za pomocą tuszu. Wiele jego obrazów jest obecnie                w posiadaniu Duńskiej Biblioteki Królewskiej oraz Duńskiego Muzeum Narodowego. Kârale Andreassen zawsze podpisywał swoje dzieła inicjałami K. A.
Kârale Andreassen zmarł w roku 1934 po niespełna 44 latach życia, wykonując przed śmiercią jeszcze trzy największe rysunki w swojej karierze. Przyczyna jego śmierci nie jest znana, pozostaje jednak w związku z pobytem Kârale’a w Danii i jego natychmiastowym powrotem do Tasiilaq, czego jednym z wyjaśnień może być infekcja.

## Wybrane dzieła

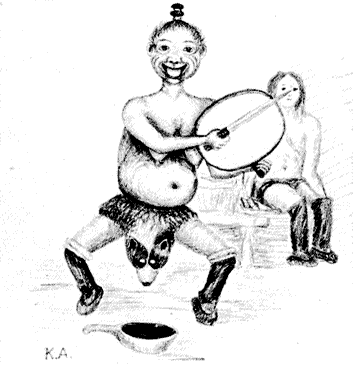
Złodziejka wnętrzności

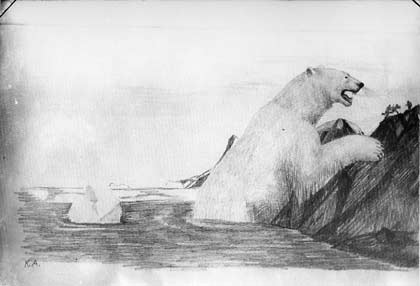
Mityczny niedźwiedź polarny

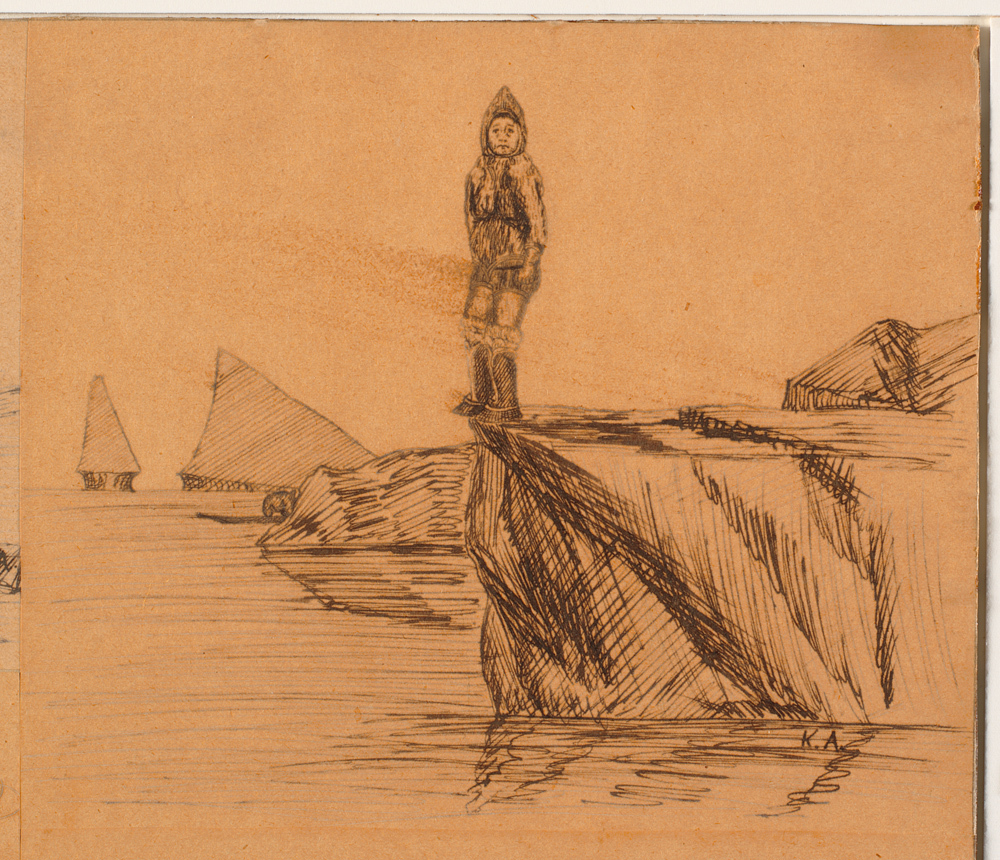
Kobieta na skale